# Edinho Bez
Edson Bez de Oliveira, mais conhecido como Edinho Bez (Gravatal, 6 de março de 1950) é um político brasileiro.

## Carreira
Foi deputado à Assembleia Legislativa de Santa Catarina na 12ª legislatura (1991 — 1995), eleito pelo Partido do Movimento Democrático Brasileiro (PMDB).
Foi deputado federal por Santa Catarina à Câmara dos Deputados do Brasil na 50ª legislatura (1995 — 1999), na 51ª legislatura (1999 — 2003),  na 52ª legislatura (2003 — 2007), na 53ª legislatura (2007 — 2011) e na 54ª legislatura (2011 — 2015). Nas eleições de 2014, em 5 de outubro, não foi reeleito.
"Foi um dos 71 deputados que, em 27 de maio de 2015, alterou seu voto sobre o financiamento privado das eleições no Brasil, dado no dia anterior. Na terça, 26 de maio, em sessão do Congresso, Valadares Filho votou contra o financiamento privado das eleições no Brasil. No dia 27, sem explicações maiores e após o presidente da câmara recolocar o tema em votação, votou a favor."